# Kobayashi Ryo
Ryo Kobayashi (sinh ngày 12 tháng 9 năm 1982) là một cầu thủ bóng đá người Nhật Bản.

## Sự nghiệp câu lạc bộ
Ryo Kobayashi đã từng chơi cho Kashiwa Reysol, Oita Trinita, Montedio Yamagata và Thespakusatsu Gunma.